# 1217
سنة 1217 كانت سنة بسيطة تبدأ يوم الأحد (الرابط يظهر نموذج التقويم الكامل للسنة) من التقويم اليولياني.

## أحداث
- تأسيس مدينة بيوتركوف تريبونالسكي وتقع حاليا في بولندا.
- تأسيس مدينة ميديلبورخ وتقع حاليا في هولندا.
- تأسيس مدينة أوبولي وتقع حاليا في بولندا.

## مواليد
- هولاكو خان
- بن سبعين، فيلسوف ومتصوف أندلسي.
- ظهير الدين الكازروني، كاتب، ومؤرخ عراقي.

## وفيات
- أبو الحسين النيسابوري - عالِم ومحدث [وضح من هو المقصود ؟].
- إليانور من إنجلترا.
- ابن جبير.
- عبد الحق الأول.
- عبد الله بن حمزة.
- هنري الأول ملك قشتالة.
- ابن نجيب الهاشمي.